# FunOrb
FunOrb jest serwisem internetowym oferującym gry online stworzonym przez firmę Jagex Ltd uruchomionym 27 lutego 2008. Jest to drugi duży projekt firmy po sukcesie stworzonej przez nich gry typu MMORPG, RuneScape. Strona zawiera kolekcję gier stworzonych w języku Java.
Wśród gier dostępnych na FunOrb znaleźć można zarówno gry jednoosobowe jak i wieloosobowe. Gry jednoosobowe nie wymagają zakładania konta, lecz założenie konta umożliwia gromadzenie wyników i rywalizowanie z innymi graczami. Natomiast do gier wieloosobowych konto jest niezbędne. Można używać w tym celu konta z RuneScape i jest możliwe komunikowanie się ze znajomymi z RuneScape z poziomu FunOrb i vice versa. Gry jednoosobowe posiadają listy najlepszych wyników, gdzie można porównywać swoje osiągnięcia ze znajomymi. Z kolei w wieloosobowych istnieje ranking, który zmienia się, gdy gracz rozegra grę rankingową.
Strona posiada system osiągnięć (ang. achievements), polegających na sprostaniu rozmaitym wyzwaniom postawionym przez ich twórców. Wyzwania te mogą polegać na przykład na osiągnięciu określonego wyniku w grze, dojściu do określonego etapu, bądź też rozegraniu gry w nietypowy sposób. Osiągnięcia nagradzane są punktami „Orb Points”, które można porównywać z punktami innych graczy, oraz monetami „Orb Coins”, za które można kupować rozmaite drobiazgi takie jak tapety, muzykę i ikony z gier.
FunOrb udostępnia część gier całkowicie bezpłatnie, a innych gier tylko ograniczone wersje. Uzyskanie dostępu do pełnej zawartości wymaga miesięcznej opłaty w wysokości £2/$3/€2,50 lub ze zniżką w przypadku jednoczesnej opłaty za członkostwo w RuneScape: £1,40/$2/€2. Cena może być wyższa w zależności od formy płatności.
Na FunOrb znajdują się 43 gry różnego typu. Są wśród nich gry klasyczne, jak szachy. Jest również gra strategiczna oparta na świecie RuneScape – Armies of Gielinor. Od września 2010 roku strona nie jest aktualizowana.